# 147-й батальон шуцманшафта
147-й батальон шуцманшафта (нем. 147. Batalion Schutzmannschaft / Schutzmannschafts-W-Bataillon 147 / Tatarische) — охранное подразделение германской вспомогательной охранной полиции (нем. Schutzpolizei), сформированное из крымскотатарских коллаборационистов и военнопленных в октябре 1942 года в Симферополе.

## Формирование и организация
Официальное название: 147. Schutzmannschafts-Wach-Bataillon (147-й охранный батальон шуцманшафта). Первый из восьми крымскотатарских (№ 147—154) шуцманшафт-батальонов. Сформирован в октябре 1942 года в Симферополе из крымских татар и советских военнопленных в основном украинской национальности. Изначальная численность — 539 человек. В батальон были направлены худшие из добровольцев по физическим и профессиональным кондициям, поэтому к антипартизанским акциям батальон не привлекался. Вооружение трофейное, в том числе советское, разнотипное. В батальоне был сформирован и действовал «крымско-татарский национальный оркестр».
Командовали подразделениями, как правило, кадровые офицеры Красной Армии, пленные или перешедшие на сторону немцев, а немецкий персонал состоял из офицера связи и восьми инструкторов в чине унтер-офицеров. В крымскотатарских «шума», в основном, использовалась трофейная польская, голландская, французская, чехословацкая униформа, иногда добровольцы получали немецкое или румынское обмундирование. Бойцы вспомогательных формирований носили нарукавную повязку белого цвета с надписью «Im Dienst der Deutschen Wehrmacht» («На службе германского вермахта»). Так же были разработаны варианты нарукавного знака для личного состава шуцманшафт-батальонов, для ношения на правом рукаве кителя, некоторые на основе тамги Гераев.

## Служба
147-й батальон шуцманшафта вместе с 154-м батальоном занимались облавами и выявлением партийно-советского актива в Симферополе. Так же батальон вместе с 152-м батальоном шуцманшафта привлекался к охране концлагеря «Красный» в посёлке Мирный Симферопольского района.
Младший офицер, командир роты Баки Газиев был привлечён к сотрудничеству подпольной организацией во главе с Абдуллой Дагджи. В октябре 1942 года Газиев сорвал блокаду партизанского аэродрома, за что его рота была расформирована.
В 1943-м году 76 служащих батальона были арестованы и расстреляны, как «просоветский элемент». Тем не менее, в январе 1944 года начальник штаба батальона Кемалов вместе с частью личного состава перешёл к партизанам. На момент перед переходом численность батальона составляла 240 человек (4 роты), вооружение — советские и немецкие винтовки, а также 20 автоматов.
По состоянию на 5 марта 1944-года в батальоне насчитывалась примерно половина штатного личного состава. Летом 1944 года остатки батальона в Румынии были влиты в формирующийся Татарский горно-егерский полк СС. (позднее бригаду)(нем: Waffen-Gebirgsjäger-Regiment der SS (tatarische)).